# Rufbereitschaft
Die Rufbereitschaft ist im Arbeitsrecht eine besondere Form des Bereitschaftsdienstes. Dabei muss der Arbeitnehmer, ohne persönlich am Arbeitsplatz anwesend sein zu müssen, ständig für den Arbeitgeber erreichbar sein, um auf Abruf die Arbeit aufnehmen zu können.

## Rechtsfragen
Der Arbeitnehmer darf sich während der Rufbereitschaft an einem von ihm selbst gewählten Ort aufhalten. Er darf sich aber nicht in einer Entfernung vom Arbeitsort aufhalten, die dem Zweck der Rufbereitschaft zuwiderläuft, er muss also die Arbeit alsbald aufnehmen können, so dass im Bedarfsfall die Arbeitsaufnahme gewährleistet ist.
Wird allerdings von einem Arbeitnehmer verlangt, dass er ständig binnen eines so kurzen Zeitraumes dienstlich zur Verfügung steht, dass seine Möglichkeit erheblich eingeschränkt wird, sich um persönliche und familiäre Angelegenheiten zu kümmern, beispielsweise an sportlichen oder kulturellen Veranstaltungen teilzunehmen, oder sich mit Freunden zu treffen, liegt keine Rufbereitschaft mehr, sondern Bereitschaftsdienst vor.
Solange der Arbeitnehmer während der Rufbereitschaft nicht zur Arbeit gerufen wird, gilt diese Zeit als Ruhezeit im Sinne des Arbeitsschutzes.

## Abgrenzung
Ein anderes arbeitsrechtliches Verhältnis ist die Abrufarbeit. Diese unterscheidet sich von der Rufbereitschaft dadurch, dass der Umfang der Arbeitsleistung insgesamt von dem Arbeitsanfall abhängig ist. Der Arbeitnehmer darf bei der Abrufarbeit die Arbeitsleistung verweigern, wenn ihm der Arbeitseinsatz nicht wenigstens vier Tage im Voraus mitgeteilt wird.